# Massachusetts Institute of Technology
« MIT » redirige ici. Pour les autres significations, voir MIT (homonymie).

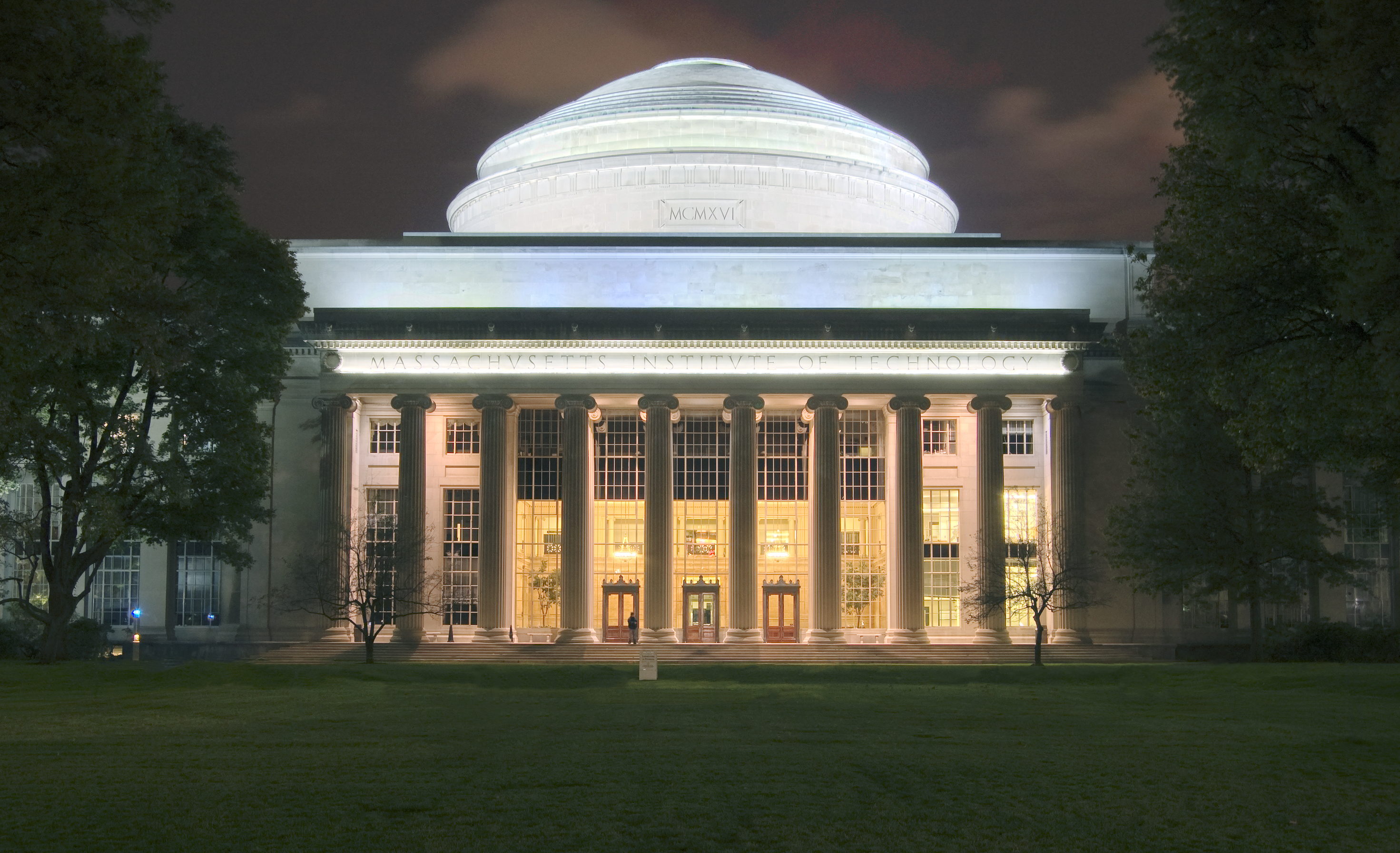
Le grand dôme du MIT.

Le Massachusetts Institute of Technology (MIT), en français Institut de technologie du Massachusetts, est un institut de recherche américain et une université, spécialisé dans les domaines de la science et de la technologie. Établissement privé situé à Cambridge, dans l'État du Massachusetts, à proximité immédiate de Boston, au Nord-Est des États-Unis, le MIT est considéré comme une des meilleures universités du monde (classée première par Quacquarelli Symonds en 2025).
Il édite la Technology Review, une revue scientifique consacrée aux sciences de l'ingénieur et à l'innovation.

## Description
Au XXIe siècle, le MIT est un chef de file mondial pour l'enseignement et la recherche en science et en technologie. Il intervient aussi dans d'autres domaines comme le management, l'économie, la linguistique, les sciences politiques et la philosophie. Le cursus le plus suivi est celui d'ingénieur, avec 2 000 étudiants, puis celui des sciences.
Ce qui caractérise le MIT est sa proximité avec le monde industriel et sa très forte implication dans la recherche scientifique et technologique, à laquelle les étudiants participent dès leur première année de cursus. En 2002, elle a été la première université à mettre l'intégralité de ses cours en ligne sur Internet, le MIT OpenCourseWare.
Les étudiants du MIT ont été les lauréats de 78 prix Nobel parmi 813 lauréats, dont William Bradford Shockley, inventeur du transistor, et Kofi Annan, ancien secrétaire général des Nations unies, ce qui en fait la 5e institution universitaire au niveau mondial en termes de prix Nobel. Cependant, seuls 35 % de ces nobélisés avaient été formés au MIT, et seul le quart d'entre eux étaient affiliés au MIT lors de leur nobélisation.

## Organisation
Le MIT se décompose en 5 écoles qui contiennent 27 départements :
- l'école d'architecture et de planification (School of Architecture and Planning, créée le 9 mars 1932) :
  - le département d'architecture (créé le 9 mars 1932),
  - le laboratoire des sciences et arts des médias,
  - le département des études urbaines et de planification ;
- l'école d'ingénierie (School of Engineering, créée le 9 mars 1932) :
  - le département d'aéronautique et d'aérospatiale,
  - le département de génie biologique,
  - le département de génie chimique,
  - le département de génie civil et environnemental,
  - le département de génie électrique et informatique,
  - la division des systèmes d'ingénierie,
  - le département des sciences et du génie des matériaux,
  - le département du génie mécanique,
  - le département des sciences et du génie nucléaires ;
- la faculté des sciences humaines, des arts et des sciences sociales (School of Humanities, Arts, and Social Sciences, créée en 1950) ;
- l'école de management Sloan (Sloan School of Management, créée en 1950 et renommée en 1964) ;
- l'école des sciences (School of Science) :
  - département de biologie,
  - département des sciences cérébrales et cognitives,
  - département de chimie,
  - département des sciences terrestres , atmosphériques et planétaires,
  - département des mathématiques,
  - département de physique.

Parmi ses départements et écoles les plus célèbres, on compte :
- le Lincoln Laboratory (Laboratoire Lincoln) ;
- le Computer Science and Artificial Intelligence Laboratory (Laboratoire d'intelligence artificielle et d'informatique) (CSAIL) ;
- le Media Lab (ML) ;
- le Nuclear Laboratory ;
- le Center for Bits and Atoms (CBA) qui explore les liens entre l'information et sa représentation physique (voir fab lab).

Certains laboratoires sont transversaux, tels le Center for Biomedical Engineering dirigé par Alan Grodzinsky, dont la plupart des chercheurs font partie de la School of Engineering ou, dans une moindre mesure, de la School of Science.

## Histoire

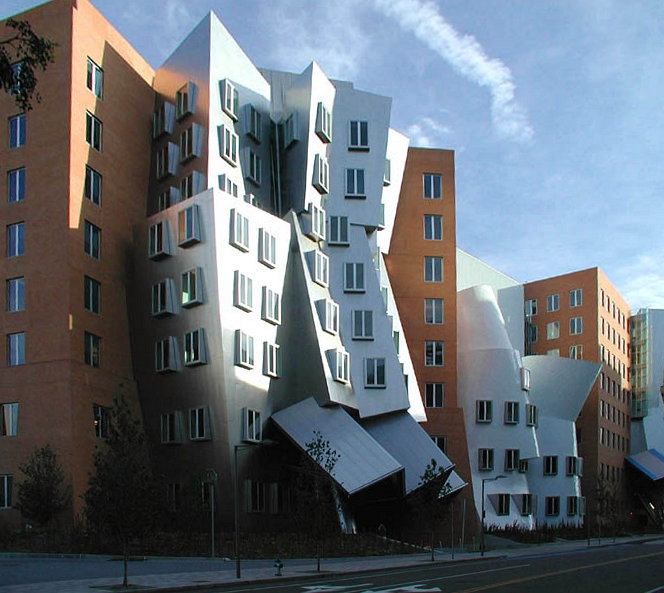
Siège du Ray and Maria Stata Center, conçu par Frank Gehry.

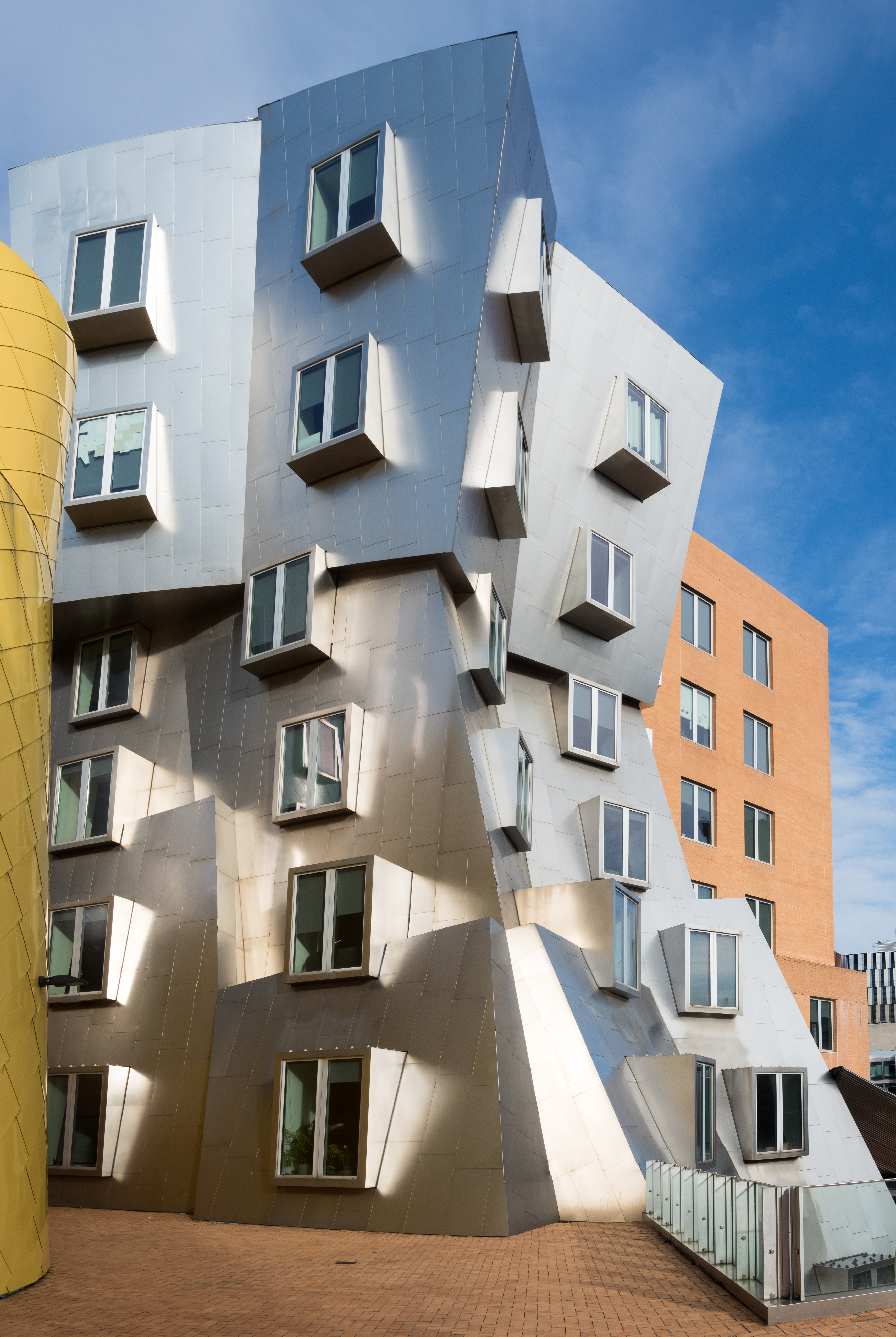
Le Stata center dans le Massachusetts Institute of Technology. Photo novembre 2019.

En 1861, le Commonwealth du Massachusetts a approuvé une charte pour l'intégration de la « Massachusetts Institute of Technology de Boston et la Société d'histoire naturelle », présentée par William Barton Rogers, un scientifique naturel.
Rogers a cherché à établir une nouvelle forme d'enseignement supérieur pour relever les défis posés par les progrès rapides de la science et des techniques dans le milieu du XIXe siècle. Avec la Charte, approuvée, Rogers a commencé la collecte de fonds, l'élaboration d'un curriculum et la recherche d'un endroit convenable. Le plan Rogers avait pour but quatre principes : la valeur éducative de connaissances utiles, la nécessité du learning by doing, l'intégration professionnelle et l'enseignement des arts libéraux au niveau du baccalauréat (équivalent anglo-saxon de la licence). Le MIT a été un pionnier dans le recours à l'instruction de laboratoire. Au départ école d'architecture, le MIT devient rapidement pluridisciplinaire.
Le MIT a été la première université de la nation à avoir un curriculum en architecture (1865), en génie électrique (1882), génie sanitaire (1889), l'architecture navale et génie maritime (1895), l'ingénierie aéronautique (1914), de la météorologie (1928), la physique nucléaire (1935), et de l'intelligence artificielle (1970). Au milieu des années 1960, les chercheurs du MIT ont tenu un rôle important dans la mise au point du système de navigation du module lunaire Apollo.
En 2001, le MIT a annoncé qu'il prévoyait de mettre un grand nombre de cours en ligne dans le cadre de son projet OpenCourseWare.
En 2008, il compte près de 1 000 enseignants pour 10 000 étudiants.

### Controverse
Après l’attaque sanglante du Hamas en Israël le 7 octobre 2023 suivie par le mouvement étudiant contre la guerre à Gaza, la présidente du MIT, Sally Kornbluth - comme ses collègues de Harvard (Claudine Gay) et de Pennsylvanie (Liz Magill), ne parvient pas à répondre nettement à la question posée par la commission du Congrès qui veut dénoncer l'« antisémitisme endémique » sur les campus américains : savoir si « appeler au génocide des Juifs », assimilant comme tel les appels à « l'Intifada » de certains étudiants, viole le code de conduite de leurs universités dans le cadre d'un harcèlement ou d'une intimidation,, ; la réponse « opaque » de Kronbluth est : « S’il cible des individus qui ne font pas de déclarations publiques » puis « Je n’ai pas entendu d’appel au génocide des Juifs sur notre campus. […] Cela ferait l’objet d’une enquête comme harcèlement, s’il est omniprésent et sévère ». Malgré les pressions exercées sur elle, Kornbluth ne démissionne pas, soutenue en cela par le conseil d'administration de son université (MIT Corporation) qui salue son travail.

## Personnalités liées au MIT

### Professeurs
- Anant Agarwal
- Tim Berners-Lee
- Olivier Blanchard
- Amar Bose
- Noam Chomsky
- Muriel Cooper
- Esther Duflo
- Jerry Fodor
- Mehran Kardar
- Paul Krugman
- Walter Lewin
- John Maeda
- Terrence Malick
- Steve Mann
- Nergis Mavalvala
- Sanjoy K. Mitter
- Robert Tappan Morris
- Nicholas Negroponte
- Steven Pinker
- Chanda Prescod-Weinstein
- Jean-Jacques Salomon
- Richard R. Schrock
- Robert Solow

### Étudiants

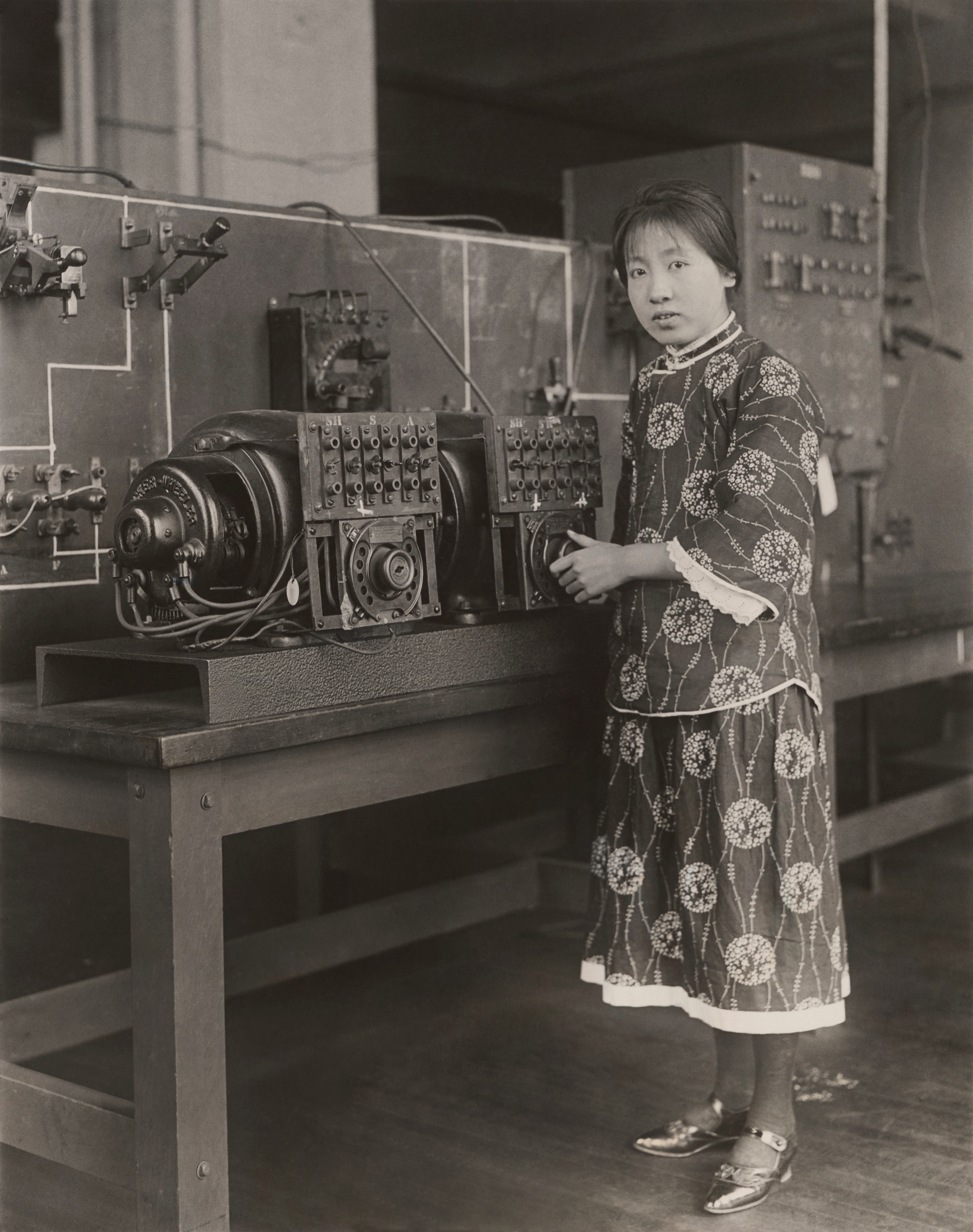
Li Fu Lee, première femme chinoise ingénieure et professeure au Massachusettes Institute, présente une expérience de radio, en 1925.

- Sophie Adenot
- Herman Affel
- Buzz Aldrin
- Farah Alibay
- Animashree Anandkumar
- Kofi Annan
- Les Aspin
- Ben Bernanke
- Manuel Blum
- Samuel W. Bodman
- Katie Bouman
- Dan Bricklin
- Ahmed Chalabi
- David D. Clark
- Dianna Cowern
- Claude Crépeau
- Whitfield Diffie
- James H. Doolittle
- Kim Eric Drexler
- Farouk El-Baz
- Ellen Fetter
- Richard Feynman
- José Figueres Ferrer
- Carly Fiorina
- Andrew Fire
- Richard Fork
- Eugenio Garza Sada
- Murray Gell-Mann
- Bill Gosper
- Stefan Habsburg-Lothringen
- George Ellery Hale
- Margaret Hamilton
- Nathanael Herreshoff
- Kathryn Hess
- William Hewlett
- Clarence Decatur Howe
- David A. Huffman
- Chris Jones
- Soulaymane Kachani
- Brewster Kahle
- Mitch Kapor
- Paul Krugman
- Raymond Kurzweil
- Leslie Lamport
- Maria Leipelt
- Georges Lemaître
- Daniel M. Lewin
- Laura Linton
- Arthur D. Little
- Dolph Lundgren
- John Maeda
- Robert Metcalfe
- Li Minhua
- Jasmin Moghbeli
- Calvin Mooers
- Benyamin Netanyahou
- Eric P. Newman
- Nuria Oliver
- Alex Padilla[12]
- Swraj Paul
- Ieoh Ming Pei
- Steve Russell
- Nicolas Ruwet
- Gerald Schroeder
- William Shockley
- Karl Sims
- Alfred P. Sloan
- George Fitzgerald Smoot
- Richard Stallman
- Julia Steinberger
- Louis Sullivan
- John E. Sununu
- Ivan Sutherland
- Katelin Schutz
- Andrew Tanenbaum
- Mostafa Terrab
- Jean Tirole
- Hal Varian
- James Woods

#### Étudiants de fiction
- Monika « IQ » Weiss – Personnage jouable dans le jeu vidéo : Tom Clancy's Rainbow Six: Siege.
- Mike Cannon – Personnage principal de la série Las Vegas.
- Ben Campbell – Personnage principal du film Las Vegas 21, étudiant surdoué du MIT, interprété par Jim Sturgess.
- Gordon Freeman – Personnage principal de la série de jeux vidéo Half-Life.
- Walden Schmidt (en) – Personnage principal des saisons 9 à 12 dans la série Mon oncle Charlie, interprété par Ashton Kutcher.
- Timothy McGee – Un des personnages principaux de la série NCIS : Enquêtes spéciales.
- Eli Wallace – Un des personnages principaux de la série Stargate Universe.
- Peter Bishop – Un des personnages principaux de la série Fringe.
- Walter Bishop – Un des personnages principaux de la série Fringe, père de Peter Bishop.
- Howard Wolowitz – Un des personnages principaux dans The Big Bang Theory interprété par Simon Helberg.
- Tony Stark – Personnage principal interprété par Robert Downey Jr. durant les 3 premières phases du MCU.
- Timmy Thomas (Ben Thomas) – Personnage principal interprété par Will Smith dans le film Sept vies (Seven Pounds).
- Benjamin Gates – Personnage principal des films Benjamin Gates et le Trésor des Templiers et Benjamin Gates et le Livre des secrets interprété par Nicolas Cage.
- James Clayton – Personnage principal du film La Recrue interprété par Colin Farrell, sorti major de sa promotion.
- Spencer Reid – Un des personnages principaux de la série Esprits criminels.
- Harold Finch – Un des deux personnages principaux de la série Person of Interest, interprété par Michael Emerson.
- Felicity Smoak – Un des personnages principaux de la série Arrow.
- Brittany S. Pierce – Un des personnages principaux de la série Glee.
- François Chabbey – Personnage principal du film Mais où est donc passé l'évêque Valaisan ?.
- Lee Yoon Sung – Personnage principal de la série City Hunter, interprété par Lee Min-ho.
- Lydia Martin – Un des personnages principaux de la série Teen Wolf.
- Phillip « Lip » Gallagher – Un des personnages principaux de la série Shameless.
- Dr Eleanor Arroway – Personnage principal du film Contact.
- Erik Killmonger Stevens (Prince N'Jadaka) – Personnage du film Black Panther.
- Angus MacGyver – Personnage principal de la série MacGyver.
- Brianna Randall Fraser – Personnage secondaire de la série Outlander (2014), interprété par Sophie Skelton (saison 4).
- Grant Collier - Personnage de la série Mission Impossible, 20 ans après (1988), interprété par Phil Morris. La série précise que ses professeurs le décrivent comme le plus grand génie sorti du M.I.T. depuis 20 ans, faisant une référence indirecte au personnage de Barney Collier, le père de Grant et également ancien étudiant du M.I.T., interprété par Greg Morris dans la série Mission impossible (1966). A noter que Greg Morris est le père de Phil Morris.
- Gideon Reeves - Personnages principal de la série APB : Alerte d'urgence.
- Lara Featherstone - Un des personnages de la série The Preacher, section informatique.
- Lena Luthor - Un des personnages principaux de la série Supergirl.
- Rafael de Fonollosa - Un des personnages de la série La casa de papel, interprété par Patrick Criado. Dans la série, il joue le rôle du fils d'Andrés de Fonollosa, alias «Berlin». Rafael est ingénieur en électronique et est titulaire d'un diplôme en cybersécurité du MIT.
- Le personnage principal du film Will Hunting (interprété par Matt Damon), est balayeur au MIT. C'est durant son travail, qu'il résout un problème de mathématiques inscrit sur un tableau lorsqu'il est surpris par le professeur Gerald Lambeau (Stellan Skarsgård)[13]